# Spahria minima
Spahria minima Risbec, 1928 è un mollusco nudibranchio della famiglia Goniodorididae. È l'unica specie nota del genere Spahria.